# Euphaedra alacris
Euphaedra alacris är en fjärilsart som beskrevs av Jacques Hecq 1980. Euphaedra alacris ingår i släktet Euphaedra och familjen praktfjärilar. Inga underarter finns listade i Catalogue of Life.